# Dorfkirche Papitz

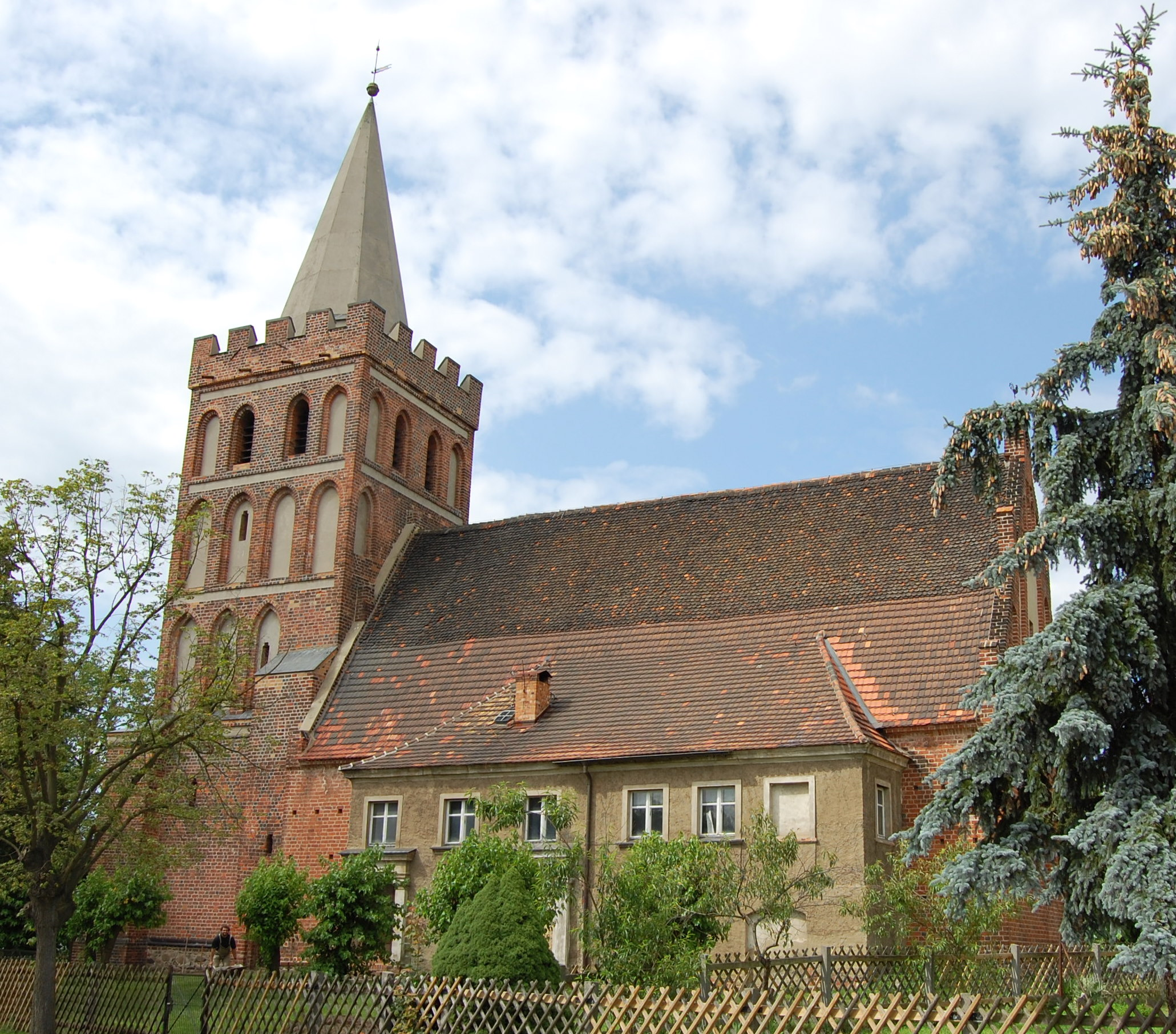
Dorfkirche Papitz, Südseite

Die Dorfkirche Papitz ist die evangelische Kirche des zur Gemeinde Kolkwitz gehörenden Dorfs Papitz in Brandenburg. Sie gehört zur Kirchengemeinde Papitz-Krieschow im Kirchenkreis Cottbus der Evangelischen Kirche Berlin-Brandenburg-schlesische Oberlausitz.

## Architektur und Geschichte
Die aus Backstein erbaute Kirche entstand in der Mitte des 15. Jahrhunderts im Stil der Spätgotik. Eine erste urkundliche Erwähnung einer Kirche in Papitz findet sich jedoch bereits in der Meißener Bistumsmatrikel von 1346. An der Ostseite besteht ein Blendengiebel, darunter befindet sich gestuft eine Gruppe von drei Fenstern. Die Fenster des Kirchenschiffs wurden Anfang des 18. Jahrhunderts umgebaut. Westlich des Kirchenschiffs steht der Kirchturm auf quadratischem Grundriss. in der Südseite des Kirchenschiffs ist ein Portal im Stil der Spätgotik eingelassen. Das Portal auf der Westseite ist gestuft und spitzbogig. Es befindet sich in einer rechteckigen, durch einen barocken Segmentgiebel abgeschlossenen Vorlage, wobei das ursprüngliche Gewände jedoch zerstört ist.
Die Ausführung des wuchtigen viergeschossigen, 37 Meter hohen Turms ähnelt sehr der im Nachbardorf gelegenen Dorfkirche Werben. Der Turm schließt nach oben mit einem Zinnenkranz ab. Darüber erhebt sich ein achteckiger, aus Stein errichteter Turmhelm. Im Untergeschoss wird der Turm durch eine Rautenmusterung gegliedert. Die Gliederung der Obergeschosse erfolgt durch gleichmäßige Blendenreihen. Ein rechteckiger Treppenturm befindet sich an der Südseite des Turms.
Auffällig ist ein an der Südseite der Kirche im 18. Jahrhundert errichteter zweigeschossiger, verputzter Anbau, in dem neben der Patronatsloge auch die Sakristei untergebracht ist. In der Zeit ab 1658 taten über vier Generationen hinweg, bis zum Jahr 1823 jeweils Mitglieder der Familie Korn als Pfarrer in der Kirche Dienst. Das Bild des ersten Pfarrers dieser Reihe, Johannes Korn, befand sich ursprünglich an der Tür zur Kanzel, ist nun als Leihgabe jedoch im Besitz der Familie Korn. 1823 brannte das Pfarrhaus und mit ihm die meisten früheren Aufzeichnung nieder. Die Kirchenbücher sind erst seit 1811, Pfarrakten ab 1823 erhalten.

## Ausstattung
In der Halle des Turms befindet sich ein Sterngewölbe. Im Kirchenschiff ist über einer Voute aus dem 18. Jahrhundert eine flache verputzte Decke eingefügt. Eine darüber liegende bemalte Balkendecke aus der Bauzeit der Kirche ist jedoch erhalten. Die Wände des Kirchenschiffs werden durch unterschiedliche Blendennischen gegliedert. Die Ausstattung stammt vorwiegend aus dem letzten Viertel des 17. Jahrhunderts. So ein hölzerner Altaraufsatz, der um 1960 restauriert wurde. In der Predella des Aufsatzes findet sich eine Darstellung der Geburt Christi, darüber befindet sich ein das Abendmahl darstellendes Gemälde. Das Hauptfeld stellt die Kreuzigung dar, wobei das Kruzifix plastisch gearbeitet ist. Weitere Gemälde zeigen Auferstehung und Himmelfahrt. Der Aufsatz wird durch einen Posaunenengel bekrönt.
Die hölzerne Kanzel entstand im Jahr 1682. Auf einer in sich gedrehten Säule ruht der polygonale Kanzelkorb. Die Kanzel ist mit Knorpelwerk verziert. Der Aufgang zur Kanzel ist mit Bildern der Evangelisten Johannes und Lukas bemalt. Die 1966 restaurierte Taufe ist in der Form eines achteckigen Kelches gestaltet und wird von einem auf drei Säulen ruhenden Baldachin überspannt. Bemerkenswert ist auch ein Opferstock sowie eine mit spätgotischen Beschlägen versehene Truhe. Vom Ende des 17. Jahrhunderts stammt ein Doppelstuhl samt Baldachin.
In der Kirche befindet sich der Inschriftengrabstein der 1658 verstorbenen Anna Sabina von Pannwitz. Ein Grabdenkmal ist auch neben dem Portal an der Südseite, außerhalb der Kirche eingesetzt. Das für den 1698 verstorbenen Siegfried von Löben geschaffene Kalksteinrelief zeigt den Verstorbenen in einer Plattenrüstung. Über ihm wird an einem gebrochenen Giebel ein Wappen sowie flammende Gefäße dargestellt.
Die große Glocke stammt bereits aus dem Jahr 1396 und misst 1,10 Meter im Durchmesser.

## Orgel
Die Orgel entstand 1828 und ist weitgehend erhalten. Sie ist ein Werk von Johann Christoph Schröther dem Jüngeren aus Sonnewalde. Während das Werk klanglich und konstruktiv noch in spätbarocker Tradition steht, weist der fünfachsige Orgelprospekt mit 31 klingenden Pfeifen und drei bekrönenden Urnen bereits in die Zeit des Klassizismus. Eine umfassende Sanierung der Denkmalorgel wird in den Jahren 2018/2019 durchgeführt. Das Werk verfügt über zehn Register, die auf einem Manual und Pedal verteilt sind. Die Disposition lautet wie folgt:
| I Manual CD–c3 |       |
| Prinzipal      | 8′    |
| Gedackt        | 8′    |
| Gambe          | 8′    |
| Oktave         | 4′    |
| Gemshorn       | 4′    |
| Quinte         | 2 ⁄3′ |
| Oktave         | 2′    |
| Mixtur II–III  |       |

| Pedal CD–c1 |     |
| Subbass     | 16′ |
| Oktavbass   | 8′  |